# Candieira
Candieira é uma localidade no centro de Portugal, pertencente à Freguesia de Avelãs de Cima, Município de Anadia. 
É uma aldeia pacata com um reduzido número de habitantes, mas com um razoável nível de qualidade de vida.
Entre as localidades circundantes, podemos encontrar: Figueira, Boialvo, S. Pedro, Cerca, Avelãs de Cima.
A população, notoriamente envelhecida, dedica-se em grande parte ao trabalho nas terras de cultivo.

## As origens do nome
Toda a lâmpada ou tocha sem diferenciar o combustível, azeite, cera ou qualquer outro que produzisse chama, era a nossa popular candeia, usada durante séculos.
Assim, a raiz da palavra «candieira» vem do latim - candela -, dando-se a síncope do (l)=candea; depois a ditongação ou alargamento do (e)=candeea; finalmente, o sufixo (eira) que significa profissão.
Tudo leva a crer que no lugar da Candieira, em tempos, muito remotos, tivesse existido o artesanato do fabrico de candeias.
Dos romanos se conhecem belíssimas candeias (lucernas), algumas em rico estilo; sendo de metal atingem elevado valor, e mesmo de barro são muito procuradas.

## Infraestruturas
Apesar de ser uma aldeia pequena, possui as seguintes infraestruturas públicas:
- Centro de Dia
- Lar da 3ª Idade
- Infantário/Cresce
- Escola Primária
- Balcão Bancário / Multibanco
- Farmácia
- Centro Cultural e Recreativo da Candieira / ACRC